# Hosztót, Veszprém
Hosztót  este un sat în districtul Sümeg, județul Veszprém, Ungaria, având o populație de 73 de locuitori (2011). 

## Demografie
Componența etnică a satului Hosztót
     Maghiari (100%)
Componența confesională a satului Hosztót
     Romano-catolici (73,97%)
     Reformați (4,11%)
     Necunoscută (21,92%)
Conform recensământului din 2011, satul Hosztót avea 73 de locuitori. Din punct de vedere etnic, majoritatea locuitorilor (100,0%) erau maghiari.  Din punct de vedere confesional, majoritatea locuitorilor (73,97%) erau romano-catolici, cu o minoritate de reformați (4,11%). Pentru 21,92% din locuitori nu este cunoscută apartenența confesională.